# Treatment Action Campaign

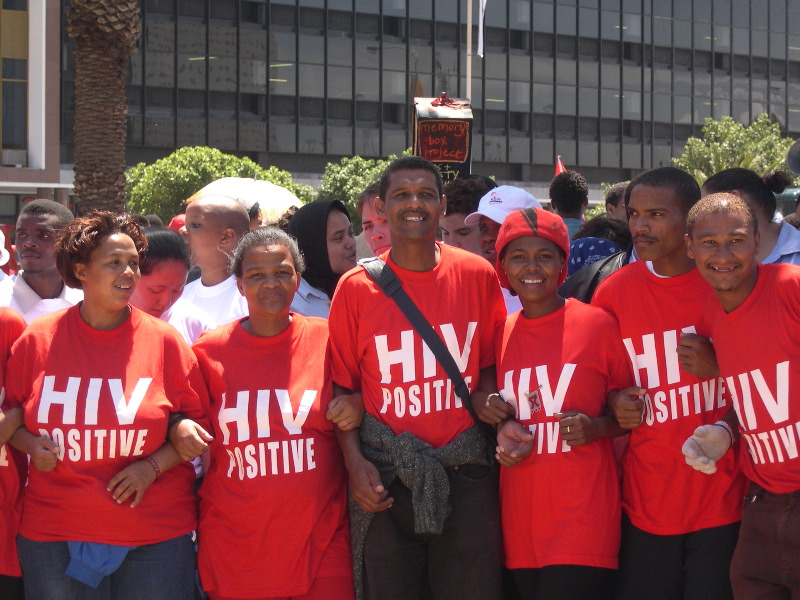
Manifestation devant le Parlement, en février 2003 - photo du site web de Treatment Action Campaign

La Treatment Action Campaign (TAC) est une association sud-africaine contre le Sida fondée par Zackie Achmat en 1998. TAC s'appuie sur l'expérience de l'action directe et de la lutte anti-apartheid à laquelle a participé son fondateur Zackie Achmat. Cette association TAC a notamment lutté dans le passé contre la politique du Président Thabo Mbeki, et pour faciliter l'accès des sud-africains aux antirétroviraux. Cette organisation sait se montrer critique vis-à-vis de l'African National Congress (ANC).

## Fondation
L'association Treatment Action Campaign (TAC) a été créé le 10 décembre 1998, une Journée internationale des droits de l'homme, qui a suivi de peu la mort d'un militant anti-apartheid et homosexuel bien connu en Afrique du Sud, Simon Nkoli. Cette création se fait à l'initiative de Zackie Achmat,, et d'une dizaine d'autres homosexuels anti-apartheid. Peu de temps après, à la suite de l'assassinat d'une militante qui avait annoncé à une radio qu'elle était séropositive, les membres du groupe se font remarquer en portant des tee-shirts rouges avec ces mots, imprimés, « HIV Positive » ["séropositifs"]. Cette stratégie est inspirée par l'histoire apocryphe du roi du Danemark portant l'étoile jaune imposée aux Juifs, sous l'occupation nazie. Achmat se fait aussi connaître par son refus de prendre des médicaments antiretroviraux tant que les Sud-africains aux revenus modestes n'y auraient pas aussi accès.
La base militante de cette association s'élargit rapidement, bien au-delà du petit groupe de militants du Cap issus des rangs de l'ANC,. L'organisation milite pour un meilleur accès au traitement du VIH, pour tous les Sud-Africains, informe et sensibilise le public sur les questions associées à la disponibilité, l'accessibilité et l'utilisation des traitements anti-VIH.

## Réactions à la politique gouvernementale post-apartheid sur le Sida
L'association lutte pour que le gouvernement mette en place une meilleure prévention contre le sida ,pour les femmes enceintes,et obtient gain de cause en s'appuyant sur la nouvelle Constitution du pays . Elle aide à l'inverse ce même gouvernement dans un procès qui lui a été intenté par l'industrie pharmaceutique. Intervenant en amicus curiae, elle présente un mémoire en faveur de la position du gouvernement. Mais bien que le retrait des compagnies pharmaceutiques de cette affaire ait été une victoire de fait pour le gouvernement, celui-ci n'utilise pas les possibilités introduites, qui auraient pu faciliter l'accès à des médicaments antirétroviraux génériques.
En effet, loin d'utiliser cette avancée juridique contre les droits de brevet des multinationales pour rendre abordables les médicaments disponibles, le président Thabo Mbeki commence à promouvoir un point de vue niant l'importance de l'épidémie et sa diffusion virale,contestant la responsabilité du VIH dans le sida, et affirmant même que les médicaments contre le SIDA peuvent être plus toxiques que profitables,.

## Campagne pour l'accès aux antiretroviraux
Selon le fondateur de TAC, deux millions de Sud-Africains sont morts prématurément du sida pendant la durée de l'ancien président Mbeki, et beaucoup de ces décès auraient pu être évités par la mise en œuvre en temps opportun de l'accès aux médicaments anti-VIH. Après ses victoires juridiques, et face au refus persistant du gouvernement de rendre les antirétroviraux accessibles, L'association TAC lance une campagne pour l'accès universel aux traitements contre le sida à travers le système de santé publique. Dans un congrès national en 2002, l'organisation décide d'affronter le gouvernement sur cette question, par une manifestation devant le Parlement en février 2003, puis par une campagne de désobéissance civile en mars 2003. Après avoir reçu des assurances, par de personnes au sein du gouvernement, qu'un plan de traitement serait imminent, l'association TAC suspend sa campagne de désobéissance civile.
Durant l'été 2003, l'association TAC set procure et divulgue un rapport interne gouvernemental montrant que le traitement serait rentable en réduisant les hospitalisations coûteuses au sein du système de santé du secteur public. Toutefois, le gouvernement n'approuve pas le rapport. En août 2003, lors de du congrès annuel suivant, les membres de l'association votent favorablement à une reprise du mouvement de désobéissance civile. Dans le même temps, l'association lance un projet de distribution des médicaments à ses militants et à d'autres membres de la communauté. Peu de temps après le Congrès, et avant la reprise de la campagne de désobéissance civile, le Conseil des ministres décide de commencer le déploiement de l'accès aux antirétroviraux par les centres de santé du secteur public. 
Pour autant, le président Thabo Mbeki continue à soutenir une position contestant l'importance de l'épidémie de Sida, et à soutenir son ministre de la Santé, Manto Tshabalala-Msimang. Ce ministre de la Santé met un accent particulier sur la nutrition comme une alternative aux traitements antirétroviraux. Elle devient une des cibles de la contestation de l'association TAC. Elle ne quitte son poste qu'en septembre 2008, à la suite du départ du Président Mbeki.
Bien que l'accès aux antirétroviraux est maintenant la politique officielle, sa mise en œuvre est encore inégale.

## Soutiens
L'association TAC a reçu le soutien de nombreux secteurs et personnalités de la société sud-africaine, y compris du juge de la Cour suprême Edwin Cameron, de Médecins Sans Frontières, et du Congrès des syndicats sud-africains (COSATU). Mais le soutien le plus important a sans doute été celui de l'ancien président Nelson Mandela : à une époque où l’ANC fait encore bloc autour de Thabo Mbeki, il est venu en personne à une séance publique de l'association, s'excusant de « venir si tard » alors qu’il avait « déjà été invité », et il a revêtu le T-shirt « HIV positive ». Il a demandé également à Zackie Achmat, qui refusait lui-même de prendre des antirétroviraux tant qu'ils ne seraient pas accessibles à tous les citoyens sud-africains, de prendre ses comprimés.